# Stevick Patris
Stevick Patris (ur. 17 stycznia 1991 w Kororze) – palauski sztangista startujący w kategorii do 62 kg, olimpijczyk, uczestnik Letnich Igrzysk Olimpijskich 2012, a także zapaśnik.
W Londynie był jedynym reprezentantem Palau w podnoszeniu ciężarów. Otrzymał dziką kartę, ponieważ jego wyniki oscylujące w granicach 230 kilogramów w dwuboju nie pozwoliłyby na awans do igrzysk.
Podczas igrzysk w Londynie, Patris startował w kategorii do 62 kilogramów. Został przydzielony do grupy B, która wystartowała 30 lipca o godzinie 10:00 czasu lokalnego. Pierwszą próbę na 100 kilogramów miał udaną, następnie wyrwał sztangę ważącą 104 kilogramy, lecz ta sztuka nie udała mu się przy sztandze ważącej 108 kilogramów. W podrzucie pierwsze dwie próby na 125 i 130 kilogramów miał udane, natomiast próbę na 132 kilogramy spalił. Jego wynik w dwuboju (234 kilogramy), dał mu ostatnie, 14. miejsce wśród zawodników sklasyfikowanych (Koreańczyk Ji Hun-Min nie zaliczył podrzutu).
W 2011 roku na Mistrzostwach Świata w podnoszeniu ciężarów Patris zajął ostatnie, 36. miejsce (100 kg w rwaniu i 125 kg w podrzucie).
Srebrny medalista igrzysk Pacyfiku w zapasach w 2007 roku.